# Mission thérésienne
La Mission thérésienne est une association de fidèles catholique fondée en 1985, reconnue par l'évêque de Bayeux-Lisieux en 1992, qui invite les enfants et les familles à prier pour les prêtres et les vocations religieuses.
L'association a été dissoute en mai 2022 par Jacques Habert, évêque de Bayeux-Lisieux, après des dysfonctionnements importants.

## Historique
L'association de la Mission thérésienne est fondée en 1985,, par Bruno Thévenin, alors vicaire à Lisieux. Son but est d'inviter les enfants à prier « pour l’Église, les prêtres et les vocations », en invitant les enfants à prier pour un prêtre. Ainsi, en 2010, la Mission prie pour un tiers du clergé français de moins de cinquante ans. 
L'association est reconnue par Pierre Pican, évêque de Bayeux-Lisieux, en 1992 puis confirmée en 1995.
Le 30 mai 2022, Jacques Habert, évêque de Bayeux-Lisieux, dissout l'association à cause de « dysfonctionnements importants », invoquant notamment des « problèmes de gouvernance et pastoraux »,,.
Jusqu'à sa dissolution, l'association publiait trois revues : Petit Berger (3-5 ans), Cinq pains deux poissons (6-9 ans) et Vianney (10-15 ans).

## Bruno Thévenin
Bruno Thévenin est né le 11 juillet 1946. Il entre au séminaire de Bayeux en 1966, et est ordonné comme prêtre catholique à Lisieux en 1973,. Il exerce son ministère en région parisienne. Il prend sa retraite en 2022. Une plainte, classée sans suite, a été déposée contre lui cette année-là, pour laquelle une enquête canonique a également été menée, sans donner suite.
En octobre 2024, Jacques Habert annonce que, à la suite d'« abus sur des personnes et des délits contre les sacrements de pénitence et de l’eucharistie », il est renvoyé de l'état clérical et excommunié latae sententiae,. Bruno Thévenin conteste ces accusations, et annonce porter plainte pour diffamation,. 
Le 10 avril 2025, Jacques Habert indique que l'excommunication et le renvoi de l'état clérical ont été confirmés en appel par le dicastère pour la Doctrine de la foi, et qu'un dernier appel peut encore être intenté.